# Islantilla
Islantilla es una playa y mancomunidad conformada por los  municipios costeros de Isla Cristina y Lepe, situada en la provincia de Huelva, Andalucía, en la conocida como Costa de la Luz, al suroeste de España. La mancomunidad nació en 1991 con el objetivo de ser uno de los referentes turísticos de la provincia de Huelva. Está situada entre la playa de Urbasur al oeste y La Antilla, al este. Su nombre deriva de la unión de Isla Cristina y La Antilla. En 2023 contaba con 1.476 habitantes (INE 2023) repartidos como sigue: 667 en Isla Cristina y 809 en Lepe. La trama urbana continua de más de 5 kilómetros de largo que va desde Urbasur hasta La Antilla suma una población estable en invierno de 2.799 habitantes (INE 2015), aunque en verano puede alcanzar los 100.000.

## Historia

### Antes de Islantilla
Los terrenos donde se asienta Islantilla eran tierras de labranza con unas pocas fincas en la zona baja y barrancos en su parte alta. Inundables por las lluvias y las mareas altas durante los temporales, las fincas eran muy poco productivas y con frecuencia estaban abandonadas. La parte alta constaba de barrancos, pinar y montebajo, conocidos en la zona como «cabezos».

### Fundación de Islantilla
A principios de la década de 1990, después de haber sentado las bases desde el punto de vista urbanístico, los ayuntamientos de Lepe e Isla Cristina ponen en marcha la Mancomunidad de Islantilla con el objetivo de atraer un turismo diferente al que ambas ciudades atraían, de más calidad y con cierto poder adquisitivo. Si el conjunto urbano-turístico se diseña con el propósito de cambiar el tipo de turismo existente en la zona, buscando una mayor calidad de las infraestructuras y una oferta de ocio inexistente hasta esa fecha, la Mancomunidad pretende trasladar a todos los habitantes de la zona por medio de sus ayuntamientos los beneficios que pudieran derivarse de su puesta en marcha.
La expansión se puede dividir en dos fases, aunque recientemente puede añadirse una tercera. En una primera fase, en 1992 se termina la primera instalación hotelera (Confortel, un hotel de 4 estrellas con capital de la fundación ONCE), se abre el club de golf con 27 hoyos, y se construyen los primeros apartamentos en las zonas alta y baja y, al poco tiempo, un centro comercial en estilo rústico a pie de playa. En una fase ulterior, ya en la siguiente década, se desarrolla completamente el proyecto con nuevos hoteles de 4 estrellas, urbanizaciones unifamiliares y apartamentos, la ampliación de las instalaciones de golf y un nuevo centro comercial en la zona alta de Islantilla denominado La Hacienda. En 2006 comenzó a construirse un gran complejo urbanístico llamado La Cigüeña, destinado principalmente a ciudadanos holandeses, y finalmente se abrió al público un tercer centro comercial, de diseño más compacto, denominado Varadero.[cita requerida] Se pretende ampliar, fuera de la planificación original, el complejo urbanístico hacia el norte. El proyecto está aprobado por el PGOU de Isla Cristina en 2008 y ha superado la etapa de exposición pública y alegaciones y también ha sido aprobado a nivel del parlamento andaluz dicho PGOU.
Siempre ha existido una buena colaboración que entre la iniciativa privada y la pública, representada por los ayuntamientos, a través de la Mancomunidad, que han buscado siempre los puntos de interés comunes para hacer avanzar el proyecto, con el objetivo de atraer un turismo de calidad.

## Comunicaciones y entorno
Se encuentra a unos 20 km de Portugal, 40 km de la ciudad de Huelva y 120 km de Sevilla, cuenta con transporte público hasta estas dos ciudades, varios autobuses con origen en Isla Cristina y que, pasando por Islantilla, llegan hasta Huelva y Sevilla. Asimismo, su acceso desde la A-49 a través de vehículo privado permite una conexión rápida con las estaciones de ferrocarril y aeropuertos de la región.

### Aeropuertos
Los aeropuertos de Faro (60 km), Sevilla (125 km) y Jerez de la Frontera (200 km) son los más cercanos a la urbanización.

### Ferrocarril
La comunicación por tren es directa hasta la estación de Huelva, con enlaces a Madrid-Puerta de Atocha, Sevilla-Santa Justa y Zafra, en trenes regionales ambos últimos.

### Vehículo privado
Por carretera la autopista A-49 que enlaza Sevilla y Ayamonte, y que conecta directamente con Portugal, es el principal distribuidor de la costa. La N-431, que une también Sevilla con Ayamonte, ha dejado de ser una vía de uso ampliamente extendido desde la entrada en servicio de la ampliación hasta la frontera portuguesa de la A-49. Actualmente existe también una nueva salida de ésta autopista para dar servicio directo a Islantilla y no tener que entrar en casco urbano alguno. Hasta su construcción, la carretera que une Lepe con La Antilla y luego la A-5054 que une La Antilla con Isla Cristina era la ruta de elección para la llegada desde el norte y este peninsular. Desde Portugal, Ayamonte o Isla Cristina, la carretera de elección es desde la N-431 en el cruce de El Empalme tomar la A-5150, carretera que une este punto con Isla Cristina y posteriormente la A-5054 desde Isla Cristina hasta Islantilla, atravesando Pozo del Camino, Isla Cristina y Urbasur

### Servicios de autobuses de línea y urbano
Varios autobuses de línea prestan servicio desde Isla Cristina hasta Sevilla pasando por Islantilla. Diversas compañías de autobuses cubren el trayecto Madrid-Sevilla, Isla Cristina-Islantilla-Huelva-Sevilla, Isla Cristina-Barcelona y otras provincias españolas (Autobuses Damas, Socibus y Suroeste en Isla Cristina).

## Descripción
El conjunto urbano-turístico de Islantilla, una Mancomunidad formada por los ayuntamientos de Isla Cristina y Lepe, está situada en la costa occidental onubense, a caballo entre ambos términos municipales. Posee una población estable de 1.261 habitantes repartidos entre ambos municipios en proporción parecida (INE-2010) y estructurado a través de un paseo marítimo que guarda la separación pertinente con las dunas y la playa en su parte sur y la red de hoyos del campo de golf en su parte norte.
Hacia el final este del paseo marítimo se llega a la Barriada de los Pescadores del núcleo de La Antilla. En dirección opuesta, el paseo continua hasta Urbasur. Ambos núcleos son anteriores a Islantilla, creándose actualmente un entramado de calles continuo aunque más o menos bien diferenciado debido a la homogeneidad en estilo de edificaciones de Islantilla y el carácter de parcelario unifamiliar de Urbasur por un lado y de bloques más altos de La Antilla por el otro. Tanto en Urbasur, más rústico con pinares entremezclados, como en La Antilla, más orientado a edificaciones en vertical, hay servicios que complementan los ofrecidos por Islantilla, como restaurantes y supermercados, al igual que chiringuitos en la playa.
En Islantilla se distinguen claramente dos zonas, la próxima a la playa en el sur y la zona del campo de golf en el norte, en una zona de barrancos y cabezos. El área sur, situada a pie de playa, integra cuatro hoteles, apartamentos turísticos y dos centros comerciales, uno de ellos con multicines, ambos con supermercado, tiendas y ofertas variadas de restauración. En la zona alta, se atraviesa el campo de golf (catalogado por la revista Golf Digest entre los 100 mejores campos de Europa) y las urbanizaciones mayoritariamente de casas unifamiliares o pareadas, donde también existe otro centro comercial que da servicio a esta parte del complejo.
La zona es de temperaturas agradables, con inviernos templados y veranos cálidos suavizados por las corrientes oceánicas, y sol durante buena parte del año (3.200 horas anuales); además se sitúa entre los parajes naturales de 'Marismas del Río Piedras y Flecha del Rompido' y las 'Marismas de Isla Cristina'. Está cerca del Parque Nacional de Doñana y es lugar de paso migratorio de aves. El entorno genera así un atractivo por la diversidad de flora y fauna.

## Planteamiento inicial
La Mancomunidad de Islantilla, constituida por los ayuntamientos de Lepe e Isla Cristina, surge como instrumento para la supervisión conjunta del proyecto urbano-turístico de Islantilla.
Además de las competencias estrictamente urbanísticas, la Mancomunidad refleja la idea de los ayuntamientos de Lepe e Isla Cristina de trabajar conjunta y coordinadamente por el desarrollo socioeconómico de la comarca, aunando esfuerzos en temas tan relevantes como formación, empleo, promoción económica, turismo y medio ambiente, y teniendo como objetivo fundamental elevar el nivel de vida de la población de ambos municipios, maximizando la rentabilidad social del proyecto urbano turístico.
En la actualidad, el complejo cuenta con un total de 2.425 plazas turísticas entre hoteles y apartamentos, tres centros comerciales y de ocio, un campo de golf de 27 hoyos y numerosas urbanizaciones privadas, casi todas con zonas ajardinadas. El conjunto supone más de dos millones de metros cuadrados urbanizados.

## Playa y puertos

### Playa
La playa de Islantilla cuenta con duchas, accesibilidad para personas con movilidad reducida y, en la época estival, dos Escuelas de Vela y servicios náuticos de recreo. Existen dos terrazas bar junto al paseo marítimo, no orientadas a la restauración típica de chiringuito. La anchura de la playa es variable, según la temporada y el estado de regeneración tras los temporales que puedan haberse producido en la época invernal. La playa está certificada con el distintivo Q de Calidad Turística y recibe anualmente insignias como la Bandera Azul, que otorga la Fundación Europea de Educación Ambiental (FEE), o la Bandera EcoPlayas. Asimismo, el destino ha sido seleccionado por la Secretaría de Estado de Turismo y por la Federación Española de Municipios y Provincias (FEMP) para participar en el pionero Proyecto SICTED (Sistema Integral de Calidad Turística En Destino), en virtud de su compromiso con el turismo de calidad.

### Puertos cercanos
Los puertos turístico-deportivos más cercanos son los de Isla Cristina, El Terrón, Punta del Moral y Ayamonte.

## Actividades

### Ocio y deportes
Los deportes por excelencia en Islantilla son el golf y las actividades náuticas, ya que además de un campo de 27 hoyos diseñado en 3 recorridos, dispone de dos Escuelas de Vela durante la temporada estival ubicadas a pie de playa. También las más de 3.200 h de sol al año permiten fomentar la práctica de los deportes al aire libre. En su entorno se practican disciplinas como ciclismo, running, tenis, pádel, footgolf, nordic walking, kitesurf, windsurf, kayak, piragüismo, etcétera. Por los alrededores se puede realizar senderismo por caminos rurales de la zona y adentrarse en los espacios naturales que existen en las inmediaciones.

### Rutas y viajes por la región
Existen diferentes opciones que permiten al visitante conocer la más variada morfología de la provincia con la distinción de hermosos paisajes que nos llevan desde la costa hasta la sierra pasando por el El Condado y el Andévalo.
En las proximidades están las marismas del Paraje Natural Marismas del Río Piedras y Flecha del Rompido y el Paraje Natural de las Marismas de Isla Cristina. Algo más alejados se encuentran el parque natural de la Sierra de Aracena y Picos de Aroche y el Parque Nacional de Doñana, la mayor reserva biológica del Sur de Europa. El primero alberga una de las mayores cuevas visitables de Europa: la Gruta de las Maravillas, con enormes salas de formaciones de estalactitas y estalagmitas, así como lagos interiores. Otras rutas de interés son: los Lugares Colombinos junto al río Tinto, desde donde partieron las naves que llevaron a cabo la gesta del Descubrimiento de América: La Rábida, Palos de la Frontera y Moguer, esta última, cuna del Premio Nobel Juan Ramón Jiménez; la Campiña, que da origen a los afamados Vinos del Condado, con Denominación de Origen propia, en el sureste de la provincia; y completan el recorrido provincial la gastronomía del Andévalo y la serranía onubense (jamón de Jabugo), así como la cuenca minera (véase Minas de Riotinto), con la mayor explotación minera a cielo abierto de Europa, y una historia que se remonta a la dominación romana, e incluso a la enigmática cultura de Tartessos.

## Gastronomía de la zona
La gastronomía está basada fundamentalmente en productos de la mar, provenientes del importante puerto pesquero de Isla Cristina aunque también en el fresón de Lepe en la época de recogida. En la provincia de Huelva destacamos los exquisitos vinos 'Denominación del Condado de Huelva', finos, amontillados y generosos, el exquisito Jamón de Jabugo, así como otros derivados porcinos. En pescado y marisco del cercano puerto destacan la gamba blanca, aunque también el langostino, así como cigalas, chirlas, coquinas, acedías, etc.
Goza de mucha aceptación una gran variedad de platos como el atún encebollado, los chocos con habas, la raya en pimentón, la exquisita variedad de arroces marineros, una amplia gama de guisos, las pimentadas, las salazones, conservas y mojamas de atún, el pellejito en atún y un largo etcétera. En repostería, la zona posee una amplia variedad de dulces tradicionales, elaborados de manera artesanal, entre los que destacan las sultanas de coco, los borregos y la coca, dulce típico de la Cuaresma, hecho de almendras y cabello de ángel elaborado a partir de la cidra.

## Fiestas y eventos
Dado que Islantilla es de reciente creación, carece de fiestas tradicionales, sin embargo en las localidades vecinas hay una buena muestra del folclore andaluz y zonal.
El Festival de Cine de Islantilla, anteriormente conocido con el nombre de Festival Internacional de Cine Inédito de Islantilla, como inició su andadura, es un festival que tiene lugar aquí durante los meses de julio y agosto, coincidiendo con la temporada estival, y se caracteriza por la proyección de largometrajes y cortometrajes en espacios abiertos, sesiones gratuitas y al aire libre.
Principales fiestas de Isla Cristina y Lepe:
- Carnaval
- Romería de La Bella y San Roque
- Fiestas de La Virgen del Carmen
- Las fiestas que se celebran en Isla Cristina, aquí.
- Las fiestas principales de Lepe, aquí.

## Campo de golf
Diseñado por Enrique Canales y Luis Recasens, el campo de golf de 27 hoyos de Islantilla se encuentra ubicado en el complejo deportivo-residencial más importante de la costa onubense. No en vano, ocupa 300 ha, superficie en la que se proyectó inicialmente la creación de un centro de alto rendimiento olímpico, centro ecuestre, puerto deportivo, casino e instalaciones residenciales para 22.000 personas. Este proyecto inicial se modificó hasta derivar en el complejo turístico actual. El campo presenta calles generosas y grandes greenes, de modo que uno siempre tiene la sensación de que hay posibilidades de birdie. El campo se completa con una casa club de estilo colonial andaluz. En 1995 el Turespaña Open de Andalucía se jugó en Islantilla resultando ganador el alemán Alexander Cejka.